# Борна Ћорић
Борна Ћорић (Загреб, 14. новембар 1996) хрватски је тенисер који је свој најбољи пласман у синглу достигао 5. новембра 2018. када је заузимао 12. место на АТП листи. У досадашњој каријери је освојио два турнира у појединачној конкуренцији и дошао до финала на турниру у Шангају из АТП Мастерс 1000 серије. Са репрезентацијом Хрватске је освојио Дејвис куп 2018. године.

## Биографија
Рођен је у Загребу, 14. новембра 1996. године.

## Каријера
Ћорић је у септембру 2013. освојио јуниорски гренд слем турнир УС Опен у појединачној конкуренцији. У финалу је славио против Аустралијанца Танасија Кокинакиса с 3:6, 6:3 и 6:1 пласиравши се тиме на прво место светске листе тенисера јуниора.
У другом колу прве групе Дејвис купа у окршају Хрватске и Пољске, победио је Јежи Јановича у пет сетова.
На АТП турниру у Умагу 24. јула 2014. победом над аргентинским тенисером Орасијом Зебаљосом обезбедио је свој први наступ у четвртфиналу неког АТП турнира.
У октобру 2014. добио је позивницу за турнир у Базелу и победио Гулбиса и Голубјева, у борби за полуфинале победио је Шпанца Рафаела Надала у два сета.
Прву АТП титулу је освојио на турниру у Маракешу где је у финалу савладао Филипа Колшрајбера у три сета. Меч је обиловао преокретима а Ћорић је спасао чак пет меч лопти.

## Јуниорска каријера
Јуниорски резултати на гренд слем турнирима:
- Отворено првенство Аустралије: ПФ (2013)
- Ролан Гарос: ПФ (2013)
- Вимблдон: ЧФ (2013)
- Отворено првенство САД: П (2013)

## Финала АТП мастерс 1000 серије

### Појединачно: 2 (1:1)
| Исход     | Бр. | Година | Турнир    | Подлога | Противник        | Резултат      |
| --------- | --- | ------ | --------- | ------- | ---------------- | ------------- |
| Финалиста | 1.  | 2018.  | Шангај    | Тврда   | Новак Ђоковић    | 3:6, 4:6      |
| Победник  | 1.  | 2022.  | Синсинати | Тврда   | Стефанос Циципас | 7:6(7:0), 6:2 |

## АТП финала

### Појединачно: 8 (3:5)
| Легенда                        |
| ------------------------------ |
| Гренд слем турнири (0:0)       |
| Завршно првенство сезоне (0:0) |
| АТП мастерс 1000 (1:1)         |
| АТП 500 (1:1)                  |
| АТП 250 (1:3)                  |

| Финала по подлози |
| ----------------- |
| Тврда (1:4)       |
| Шљака (1:1)       |
| Трава (1:0)       |

| Финала по локацији |
| ------------------ |
| Отворено (3:3)     |
| Дворана (0:2)      |

| Исход     | Бр. | Датум               | Турнир                      | Подлога   | Противник          | Резултат           |
| --------- | --- | ------------------- | --------------------------- | --------- | ------------------ | ------------------ |
| Финалиста | 1.  | 10. јануар 2016.    | Ченај, Индија               | Тврда     | Станислас Вавринка | 3:6, 5:7           |
| Финалиста | 2.  | 10. април 2016.     | Маракеш, Мароко             | Шљака     | Федерико Делбонис  | 2:6, 4:6           |
| Победник  | 1.  | 16. април 2017.     | Маракеш, Мароко             | Шљака     | Филип Колшрајбер   | 5:7, 7:6(7:3), 7:5 |
| Победник  | 2.  | 24. јун 2018.       | Хале, Немачка               | Трава     | Роџер Федерер      | 7:6(8:6), 3:6, 6:2 |
| Финалиста | 3.  | 14. октобар 2018.   | Шангај, Кина                | Тврда     | Новак Ђоковић      | 3:6, 4:6           |
| Финалиста | 4.  | 22. септембар 2019. | Санкт Петербург, Русија     | Тврда (д) | Данил Медведев     | 3:6, 1:6           |
| Финалиста | 5.  | 18. октобар 2020.   | Санкт Петербург, Русија (2) | Тврда (д) | Андреј Рубљов      | 6:7(5:7), 4:6      |
| Победник  | 3.  | 21. август 2022.    | Синсинати, САД              | Тврда     | Стефанос Циципас   | 7:6(7:0), 6:2      |

## Остала финала

### Тимска такмичења: 3 (2:1)
| Исход     | Бр. | Датум                 | Турнир                       | Подлога   | Партнери                                          | Противници                                                      | Резултат | Извор  |
| --------- | --- | --------------------- | ---------------------------- | --------- | ------------------------------------------------- | --------------------------------------------------------------- | -------- | ------ |
| Финалиста | 1.  | 25–27. новембар 2016. | Дејвис куп, Загреб, Хрватска | Тврда (д) | Марин Чилић Иво Карловић Иван Додиг Франко Шкугор | Хуан М. дел Потро Федерико Делбонис Гидо Пеља Леонардо Мајер    | 2:31     | [ 24 ] |
| Победник  | 1.  | 23–25. новембар 2018. | Дејвис куп, Лил, Француска   | Шљака (д) | Марин Чилић Франко Шкугор Мате Павић Иван Додиг   | Лука Пуј Жереми Шарди Пјер-Иг Ербер Никола Маи Жо-Вилфрид Цонга | 3:1      | [ 25 ] |
| Победник  | 2.  | 23. јул 2023.         | Хопман куп, Ница, Француска  | Шљака     | Дона Векић                                        | Селин Наеф Леандро Риједи                                       | 2:0      | [ 26 ] |

1 2016. наступио је у првом колу, четвртфиналу и полуфиналу Дејвис купа али није био у финалној постави због повреде колена